# Coryphaenoides paramarshalli
Coryphaenoides paramarshalli är en fiskart som beskrevs av Merrett, 1983. Coryphaenoides paramarshalli ingår i släktet Coryphaenoides och familjen skolästfiskar. Inga underarter finns listade i Catalogue of Life.